# Melanthia infumata
Melanthia infumata là một loài bướm đêm trong họ Geometridae.